# Наумівка (станція)
Наумівка — прикордонна дільнична залізнична станція Бєлгородського регіону Південно-Східної залізниці на магістральній лінії Москва — Харків — Крим. Розташована у селищі міського типу Октябрський Бєлгородського району Бєлгородської області.

## Історія
Станція відкрита у 1869 році. Електрифікована постійним струмом (= 3 кВ) у 1959 році в складі дільниці Бєлгород — Козача Лопань.
За часів СРСР станція була пересічною, зі здобуттям незалежності України у 1991 році станція стала прикордонною між Росією та Україною у Кримському напрямку.
До 24 лютого 2022 року, до широкомасштабного російського вторгнення в Україну, вантажний рух на ділянці Бєлгород — Харків 
з Бєлгорода у бік Козачої Лопані станом на 2021 рік становив: І квартал — 6160 вагонів, ІІ квартал — 11206 вагонів, ІІІ квартал — 10938 вагонів, IV квартал — 9600 вагонів. У 2022 році, за неповні два місяці — 4656 вагонів. У зворотному напрямку цифри ще менші, але за фактом в середньому курсували близько двох пар вантажних поїздів на добу. Наразі залізничний рух між Україною та РФ не здійснюється.

## Пасажирське сполучення
З лютого 2015 року станція Наумівка є кінцевою для приміських електропоїздів сполученням Бєлгород — Наумівка. 
Через припинення російською стороною в односторонньому порядку дії договору щодо спільної організації руху поїздів на прикордонних залізничних ділянках з Російською Федерацією та у зв'язку з низьким пасажиропотоком з 13 лютого 2015 року скасований приміський рух у напрямку станції Козача Лопань.